# Ménil-Erreux

Ménil-Erreux este o comună în departamentul Orne, Franța. În 1 ianuarie 2022 avea o populație de 195 de locuitori.